# 傑爾別克河
傑爾別克河是俄羅斯的河流，屬於阿德恰河的左支流，由薩哈共和國負責管轄，河道全長389公里，流域面積約14,100平方公里，河水主要來自融雪和雨水。